# Morsure
Pour les articles homonymes, voir Morsure (homonymie).
 Mise en garde médicale
Une morsure est une blessure faite par la bouche (et en particulier, les dents) d'un animal, incluant l'espèce humaine. Les animaux peuvent mordre en cas de légitime défense, dans la tentative de chasser de la nourriture, et également en tant qu'interactions normales. D'autres attaques par morsure peuvent apparemment être infligées involontairement. Les morsures auto-infligées proviennent de maladies génétiques telles que le syndrome de Lesch-Nyhan. La morsure est un acte qui survient lorsqu'un animal utilise ses dents dans le but de transpercer un objet, incluant nourriture, peau et autres matières. En raison des multiples risques (traumatique et infectieux viral et bactérien) toute personne mordue doit immédiatement se rendre au service d'accueil des urgences de l'hôpital le plus proche.
Les chiens errants ou marrons (redevenus plus ou moins sauvages) sont localement sources de dégâts dans les troupeaux ovins et de morsures d'humains (exemple : À Gurgaon — en Inde — environ 50 morsures dues à des chiens errants sont enregistrées chaque jour), qui peuvent contribuer à disséminer la rage ou d'autres infections.

## Classification
Les morsures sont souvent classifiées selon les blessures. Différentes créatures sont connues pour mordre l'espèce humaine.

### Animaux vertébrés
- Les morsures de chiens sont fréquentes, et les enfants en sont les principales victimes et le visage est la principale cible[2]. Environ 4,7 millions de morsures de chien sont annuellement reportées aux États-Unis[3].
- Autres mammifères domestiques, incluant chats, furets, rongeurs divers, peuvent mordre.
- Des mammifères sauvages peuvent parfois mordre l'homme. La morsure de mammifères variés tels que les chauves-souris, les lapins, les loups, les ratons laveurs, etc. peuvent transmettre la rage, qui reste souvent mortelle lorsqu'elle n'est pas traitée à temps.
- Les morsures de serpents peuvent être très dangereuses voire mortelles dans le cas de serpents venimeux.
- Les morsures par d'autres reptiles : grands lézards (varans, iguanes), tortues et crocodiliens, sont moins fréquentes, mais présentent un risque de blessures graves et un risque infectieux important.
- Chez les oiseaux, les morsures de psittaciformes (perruches et perroquets) souvent maintenus en captivité, peuvent survenir. Les ansériformess (canards, oies, cygnes) peuvent aussi mordre mais causent plus rarement des blessures.
- Parmi les poissons, plusieurs groupes d'espèces peuvent mordre, notamment les requins et les piranhas, mais les cas sont très rares.

### Arthropodes
- Morsure d'araignée
- Piqure d'insecte impliquant en fait la « bouche » de l'insecte:
  - La piqûre de puce est responsable de la transmission de la peste bubonique
  - La piqûre de moustique est responsable de la transmission de la malaria. Les antihistaminiques sont un traitement efficace contre les piqûres de moustiques.

### Autres
- Morsure de sangsues

### Morsures humaines
Les blessures causées par des morsures humaines présentent un risque particulier pour les personnes mordues, avec un risque très élevé de septicémie, une infection transmise de par l'hygiène buccale humaine et la possibilité de transmission de maladies du sang telles que la syphilis et l'hépatite.
Les morsures involontaires peuvent survenir lors de combats à mains-nues lorsque le poing touche en partie les dents de l'autre individu. Les blessures infligées aux tendons de la main sont les plus sérieuses.
Les suçons, en revanche, ne sont pas considérés comme morsure (ils incluent un surement de la peau, et celle-ci n'est pas rompue), bien que certaines blessures causées par les morsures sont le résultat d'activités fétichistes. Par exemple, une attirance sexuelle/paraphilie pour les morsures existe et est médicalement nommée Odaxelagnie. Ce type de paraphilie n'est en principe pas dangereux lors de petites morsures infligées, mais cependant le risque d'infection reste élevé.
Pour justice et la médecine légale . Des traces de morsures ont été utilisées par des dentistes légistes pour tenter de découvrir un coupable ou l'auteur de cette morsure (plusieurs dizaines de personnes ont été déclarées coupables sur cette base en Amérique du Nord).

En 2016, aux États-Unis, le PCAST (Council of advisors on science and technology) qui conseille le président pour les questions de science et technologies (PCAST) a cependant publié un rapport concluant qu'en en médecine légale, il n'est pas scientifiquement possible d'attribuer un auteur à une marques de morsure sur la seule base de la forme/profondeur de cette morsure. Le rapport estime qu'il n'y a pas de méthodes scientifiques fiables pour attribuer avec certitude une morsure à une personne, et qu'il semble peu probable qu'on en trouve dans un proche avenir. Aucun tribunal n'est cependant obligé d'adopter ces recommandations du PCAST.

Au même moment, une méthode nouvelle potentiellement d'intérêt médico-légal est publiée par la revue PLOS ONE : selon ses auteurs, certaines mutations précises des protéines humaines de cheveux semblent propres à chaque individu. Leur étude pourrait compléter celle de l'ADN et des empreintes digitales pour fournir des preuves complémentaire en médecine légale, plus fiables que les analyses subjectives de marques de morsure.

## Signes et symptômes
Une morsure peut comporter un certain nombre de dégâts physiologiques et anatomiques, immédiats, et en produire d'autres à retardement, parfois mortels :
- plaie et lacération des tissus cutanés et musculaires, jusqu'à l'amputation ;
- hémorragie par section de vaisseaux sanguins ;
- infection par des bactéries ou d'autres agents pathogènes infectieux hébergés par le mordeur ou présents dans l'environnement de la plaie ;
- envenimation s'il s'agit d'animaux venimeux tels certains serpents.

Un impact psychologique, traumatisme, peut prolonger durablement le stress initial en une inquiétude et des comportements d'évitement, voire une phobie persistante : le cas est fréquent pour les morsures de chien chez les enfants. Les morsures par les divers animaux susceptibles d'avoir la rage, même légères, sont à surveiller d'un point de vue médical.

### Traitements
Les morsures doivent être nettoyées, désinfectées et soignées par chirurgie médicale selon l'importance et la profondeur de la morsure.